# امیرناصر خلج

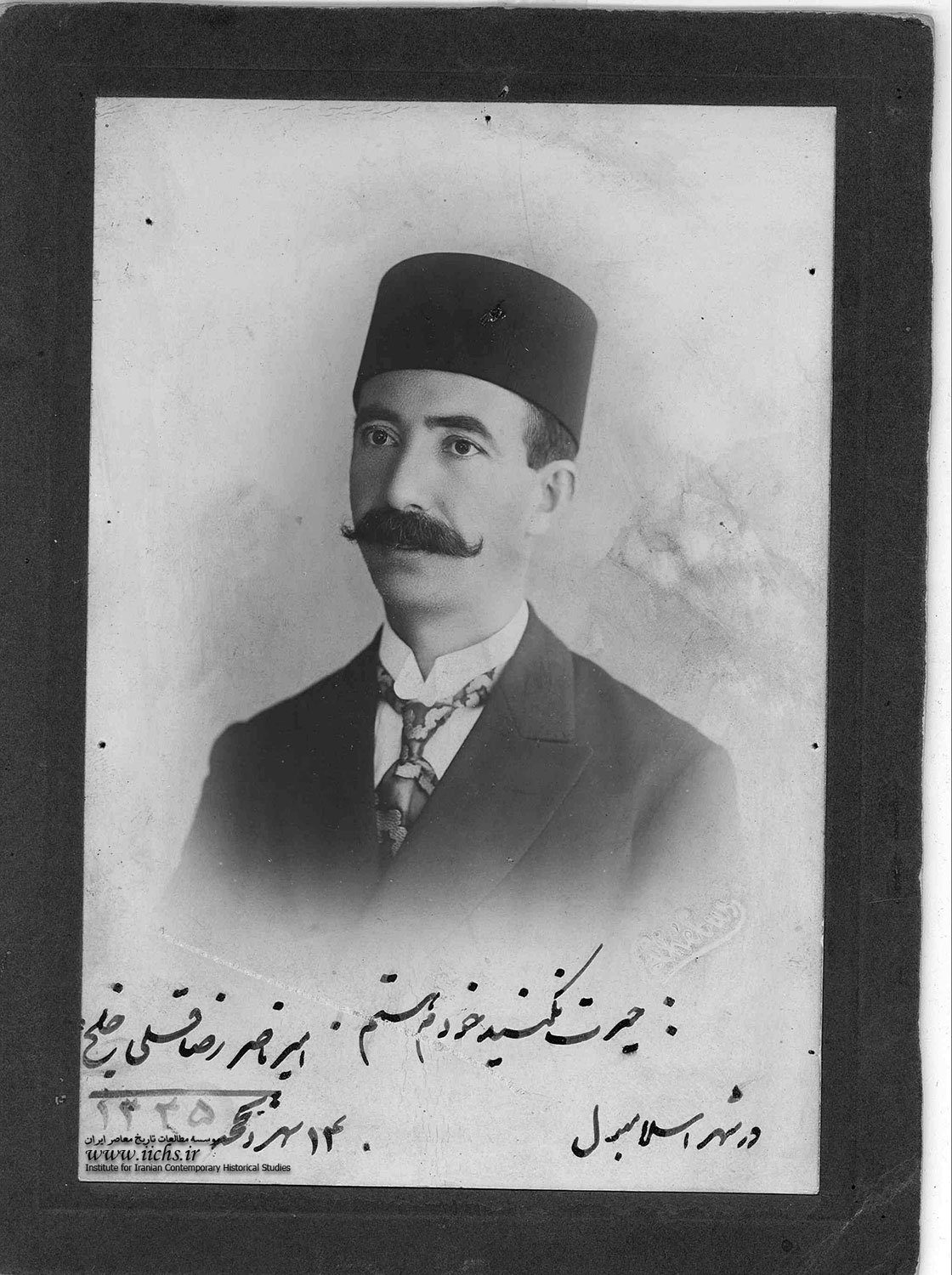
امیرناصر خلج نماینده دوره چهارم مجلس شورای ملی

احمدرضاقلی خان امیرناصر خلج امیرحسینی (زاده ۱۲۵۵ - درگذشته نامشخص) نماینده ساوه و زرند در دوره چهارم مجلس شورای ملی بود. وی عضو هیئت رئیسه مجلس به عنوان منشی و نایب رییس دوم بوده است. 
احمدرضاقلی خان رزند احمدخان سیف‌الممالک امیرتومان (فرمانده فوج خلج) هنگامی که در جنگ جهانی اول قوای روس و انگلیس بی طرفی ایران را نقض کردند، با برادر، پسر، داماد و عموزاده‌های خود و نزدیک به سیصد سوار از طایفه خلج به میلیون پیوست و در حدود شمال و شمال غربی کوهپایه خلجستان (خرقان) با قوای روس جنگید و به علت در دست داشتن ارتفاعات، تلفات سنگینی برآنان وارد آورد و تا کوههای لالایین به عقب راند. سواران خلج سرمست از پیروزی به تعقیب قوای دشمن پرداختند که ناگهان زیر اتش توپخانه قوای روس مجبور به توقف و عقب نشینی شدند. میلیون پس از آنکه تهران را در آستانه افتادن به دست روسها دیدند به قم مهاجرت کردند و امیر ناصر را نزد خود دعوت کردند. امیرناصر برای ملاقات با آنان و تهیه اسلحه راه قم را در پیش گرفت که در همین حال، قوای روس از موقعیت استفاده و به روستای اجدادی وی چمرم (چمران) در منطقه مزلقان ساوه حمله کردند که بی دفاع مانده بود. به مدت چهار روز دهکده را غارت کردند و اشیای عتیقه و ذخایر چند صد ساله و اثاث و کتب نفیسه واسناد و مدارک و اوراق و احکام مناصب وتقدیر نامه های سلاطین گذشته راکه به نام خوانین خلج صادر شده بود به تاراج بردند و باقی را هم به آتش کشیدند و جز دو فقره حکم از شاه اسماعیل صفوی چیزی باقی نگذاشتند. امیر ناصر بعد از شنیدن خبر این واقعه با نفرات خود همراه با میلیون به کرمانشاه رفت. در سر راه بارها سواران او با قوای روس درگیر شدند. میلیون در کرمانشاه دولتی به ریاست نظام‌السلطنه مافی تشکیل دادند که امیرناصر را حاکم کرمانشاه کرد. او نه ماه بر کرمانشاه حکومت کرد و کمیسر قوای ملی بود. پس از شکست دولت کرمانشاه، همراه با دیگر میلیون به استانبول کوچید و تا پایان جنگ جهانی اول در آنجا ماند. 
امیرناصر در تیر ۱۳۰۰خورشیدی به عنوان نماینده ساوه و زرند به مجلس رفت. روزی که در مجلس از مخالفت با درخواست مرخصی اش عصبانی شد، از تجربه مبارزاتش چنین یاد کرد: «بنده تقریباً مدت چهار سال در نتیجه اقدامات شاهزاده سلیمان میرزا و جمعی دیگر، از وطن آواره شده و قریب یک کرور دارایی خودم را در راه مملکت بذل نمودم و دو مرتبه خانه من، خانه دویست ساله خانواده من، در نتیجه همان عملیات به غارت روسها رفت و این مسئله را تمام افراد این مملکت می‌دانند و در ازای آن همه خسارات و زحمات از کسی عوض و نتیجه تقاضا نکردم. امروز پس از چند سال آوارگی و آن همه زحمات و خسارات که به بنده و خانواده بنده وارد شده، تقاضا کرده‌ام یک ماه مرخصی به بنده داده شود که بروم به چهار مزرعه خرابه که وسیله معاش من است سرکشی نمایم. حالا حضرت والا [سلیمان میرزا نایب رئیس دوم مجلس] می‌فرمایند مشروط بر این است که از حقوق استفاده نکند. کسی که از بذل یک کرور اموال خودش مضایقه نداشته و با کمال افتخار و سربلندی بذل نموده است البته از بذل دویست تومان مضایقه نخواهد داشت». 